# Campionato belga di calcio
Il campionato belga di calcio ha come massima divisione la Jupiler Pro League (il suo nome è legato a una sponsorizzazione, quella della birra Jupiler), formata da 16 squadre che si contendono il titolo di campione nazionale.

## Storia
Il campionato belga si disputò per la prima volta nella stagione 1895-96 e si è fin da allora disputato quasi sempre con un girone unificato. Dal 1898-99 le squadre furono divise in due gironi di prima divisione, i cui vincitori si contendevano il titolo, prima nella finale e poi con un girone finale.
Dal 1904-05 si è tornati alla formula con girone unico e proprio ne 1905 è nata la seconda divisione con il nome di "promotion". Mentre la massima serie passava da 10 a 12 e poi a 14 squadre, la seconda divisione si divise in "promotion a" e "promotion b" nel 1923, formando due gironi.
Con la stagione 1926-27 si introdusse un nuovo formato, con Divisione d’Onore, Prima Divisione e la neonata terza serie con tre gironi: promotion a, b e c.
Nel 1931 la Prima Divisione passò a due gironi da 14 squadre, mentre la Promotion passò a 4.
La massima serie passò a 16 squadre dopo la Seconda guerra mondiale.
Nel 1952 vi fu una riforma dei campionati nella quale si rinominò Prima Divisione la massima serie, con un girone unico da 16 squadre. Il campionato ha poi più volte cambiato format passando a 20 squadre nel 1974-75, 19 nel 1975-76 e 18 dal 1976-77 al 2008-09 e dal 2020-21. La Seconda Divisione passò a 16 squadre e solo nel 1994 fu estesa a 18. Dal 1974 si gioca un girone finale fra le peggiori squadre della Prima Divisione e le migliori della Seconda mettendo in palio ulteriori posti per la massima serie.
La Terza Divisione passò a due gironi da 16 squadre, così come la quarta serie (4 gironi).
Il processo politico di riforma federale del paese unito al rilancio economico successivo al Covid ha fatto intraprendere un processo che arrivò a conclusione nel 2024 allorquando il calcio nazionale corrispose a quello professionistico e fu integralmente demandato dalla Federazione alla Pro League, mentre tutto il calcio dilettantistico fu esclusiva competenza delle due federazioni regionali per la parte "francese" e quella "olandese" del paese.

## Descrizione
La Jupiler Pro League è formata da sedici squadre. Dal 2009-10 la stagione si svolge in due fasi distinte: nella prima tutte le squadre si affrontano due volte in un girone all'italiana al termine del quale le prime sei classificate lottano per il titolo, formando un nuovo girone all'italiana in cui si affrontano tra loro altre due volte per un totale di ulteriori dieci incontri. Il punteggio finale tiene conto anche dei punti conquistati nella prima parte della stagione: le squadre partono infatti con la metà dei punti ottenuti nelle prime trenta gare eventualmente arrotondati per eccesso. La vincente di questa seconda fase è proclamata campione. Analoghi meccanismi vi sono per la qualificazione alle coppe europee. Le ultime due classificate nel gironcino di fondo vengono invece retrocesse.
Per le stagioni 2020-21 e 2021-22 a causa della pandemia COVID-19 i playoff sono stati ridotti. Solo le prime quattro squadre si sono giocate per il titolo, mentre le squadre dal quinto all'ottavo i playoff per il restante biglietto per l'Europa. 
La vincitrice e la seconda classificata dei playoff si qualificano a vari livelli della Champions League. Per quanto riguarda i due posti nell'UEFA Europa League, due vengono assegnati alla terza classificata, e alla vincente della coppa nazionale. Il posto per la Conference League viene conteso tra la quinta classificata dei playoff e la vincente del gruppo delle squadre classificatesi tra la settima e la dodicesima posizione.
Scendendo di livello troviamo:
- La Challenger Pro League: dodici squadre titolari e quattro riserve, la prima titolare è promossa, la seconda esce da un playoff.  Retrocedono le ultime due.
- Division 1: i due massimi tornei dilettantistici regionali le cui prime sono promosse.
- Tweede Klasse amatori o Division 2 amatori: tre gironi (due fiammighi e uno francofona).
- Tweede Klasse amatori o Division 3 amatori : quatro gironi (due fiammighi e uno francofona).

- Successivamente ci sono 9 leghe provinciali che organizzano propri campionati suddivisi in 3 o 4 livelli.

La squadra più titolata del massimo campionato è l'Anderlecht.

## Attuale sistema
| Livelli | Divisioni                                      |
| ------- | ---------------------------------------------- |
| Pro 1   | Jupiler Pro League 16 club                     |
| Pro 2   | Challenger Pro League 12+4 club                |
| 3       | Division 1 16 club olandesi e 12 club francesi |
| 4       | Division 2 48 club                             |
| 5       | Division 3 64 club                             |
| 6-9     | Campionati provinciali-locali molti gruppi     |